# Michael Brandl
Michael Brandl (9. ledna 1854 Mitterlobming – 9. února 1928 Mitterlobming) byl rakouský politik, na počátku 20. století poslanec Říšské rady, v poválečném období poslanec rakouské Národní rady.

## Biografie
Vychodil jednotřídní národní školu. Působil jako rolník v Mitterlobmingu. Angažoval se politice jako člen německých politických stran. Byl členem obecní rady a obecního výboru v Mitterlobmingu, zasedal v místní školní radě. Od roku 1902 byl poslancem Štýrského zemského sněmu.
Na počátku 20. století se zapojil i do celostátní politiky. Ve volbách do Říšské rady roku 1911 získal mandát v Říšské radě (celostátní zákonodárný sbor) za obvod Štýrsko 15. Usedl do poslanecké frakce Německý národní svaz, do které se sloučily německé konzervativně-liberální a nacionální politické proudy. Ve vídeňském parlamentu setrval až do zániku monarchie. K roku 1911 se profesně uvádí jako zemský poslanec a rolník.
V letech 1918–1919 zasedal jako poslanec Provizorního národního shromáždění Německého Rakouska (Provisorische Nationalversammlung), nyní za Německou nacionální stranu (DnP).